# Église Saint-Vincent de Floirac
Pour les églises ayant le même vocable, voir Église Saint-Vincent.
L’église Saint-Vincent est une église catholique de la ville de Floirac, une commune située dans l'aire urbaine de Bordeaux, sur la rive droite de la Garonne. Elle est une église paroissiale intégrée au secteur pastoral de Bordeaux-Bastide-Floirac, dans l'archidiocèse de Bordeaux.

## Localisation
L'église Saint-Vincent se trouve dans le haut Floirac, 49 avenue Jean Lassauguette.

## Histoire
L'histoire de l'église Saint-Vincent demeure aujourd'hui encore relativement mal connue. Il semble probable qu'elle ait succédé à un premier sanctuaire mérovingien dont il ne subsiste aucune trace.
- La construction de l'édifice actuel débute dans la première moitié du XIIe siècle, et semble s'être limitée à une nef unique, suivie d'un arc triomphal, d'une travée droite voûtée en plein cintre formant le chœur et abside en hémicycle, voûté en cul de four. Un plan classique que l'on retrouve dans un certain nombre d'églises romanes de la région bordelaise.
- La nef actuelle, qui compte trois travées couvertes de croisées d'ogives prismatiques, fut entièrement reconstruite. D’abord il y a eu un agrandissement avec le bas-côté sud au XVe siècle, puis des remaniements au XVIe siècle et un agrandissement avec le bas-côté nord au XVIIe siècle.
- Cependant, l'église tombe lentement en ruine. Le 22 août 1760 elle fut interdite à cause du danger, les messes étaient alors célébrées à Notre-Dame de Recouvrance qui se trouvait près du Château Belle-Croix, chemin Belle-Croix à Floirac. Mais, elle fut sauvée par les soins de Léon Defosses, avocat au parlement de Bordeaux et de Simon Durousseau, bourgeois de Bordeaux et l'interdit fut levé le 16 décembre 1761.
- L'église est fermée après la période révolutionnaire et apparaît comme vétuste lorsque les autorités ecclésiastiques décident de relever l'église de ses ruines dans la première moitié du XIXe siècle.
- Dans la période 1855 - 1869 l'église, sous l'impulsion de  Ferdinand-François-Auguste Donnet, fut presque intégralement reconstruite par l'architecte bordelais Jean-Paul-Louis-Gustave Alaux (1816-1882). Le nouvel édifice reçut une somptueuse décoration. Son ancien programme iconographique est inconnu. Alaux disait n'avoir trouvé que « des moulures et sculptures informes ».

La nef et les bas-côtés furent refaits après l'exhaussement du vaisseau. Les clefs de voûte présentent des blasons, dont celui du cardinal Donnet. De grandes arcades ogivales ouvrent sur les bas-côtés, qui conservent des baies à remplage flamboyant typiques de la dernière période de l'architecture gothique.
À l'extérieur, la façade occidentale intègre un clocher-porche de style néo-gothique. Ses quatre niveaux d'élévation comprennent un porche ogival, une tribune éclairée par un oculus au remplage en spirale, une chambre des cloches comportant quatre baies flamboyantes garnies d'abat-sons et un dernier étage octogonal cantonné de pinacles servant de base à une flèche à crochets.
L'église Saint-Vincent est inscrite dans sa totalité à l'inventaire supplémentaire des monuments historiques depuis le 26 février 2001.

## Description de l'église

### Chevet roman
| - La façade orientale - Baie extérieur - Baie intérieur |

Le chevet est formé de cinq pans séparés par des colonnes engagées qui sont surmontées par des chapiteaux sculptés. La corniche est supportée par des modillons. On ne trouve pas d'autre décoration à l'extérieur.
Chaque pan est percé par une baie étroite sans décoration à l'extérieur. A l'intérieur, les cinq baies ébrasées sont munies de colonnettes. Ces dernières présentent des bases où se dégagent deux tores, tandis que leur chapiteaux s'ornent de motifs végétaux simples, qui se terminent en volutes aux angles, parfois en guirlandes d'où s'échappent des grappes de raisin.

#### Les modillons
La corniche est supportée par quinze modillons, dont onze datent du XIIe siècle. Les quatre modillons qui datent de la restauration du XIXe siècle sont reconnaissables par la couleur de la pierre, la manque d’érosion et des représentations qui ne sont pas habituelles à l'époque romane.
- Les modillons du XIXe siècle sont : no 2 (deux bâtons croisés) ; no 11 (une main tenant un flambeau); no 13 (un homme/cochon) et no 15 (une tête humaine bouffie).
- Les modillons non-figurés du XIIe siècle sont des représentations géométriques classiques de cette époque : no 1 (trois bâtonnets) ; no 4 (disques) ; no 7 (torsades) ; no 8 (pomme de pin) ; no 12 (cylindre) et no 14 dessin géométrique).
- Les modillons figurés illustrent, comme c'est souvent le cas, la luxure et d'autres péchés. Le modillon no 3 est un exhibitionniste génital ; no 5 représente un phallus et ses testicules (victime d'une mutilation au marteau) ; no 6 (un masque humain qui tire la langue) ; no 9 (érodé, mais on distingue un groin de cochon qui tient une hostie dans la bouche. C'est la représentation de l'Eucharistie sacrilège) et no 10 (un masque humain). Pour plus d'information voir Iconographie des modillons romans.

| - Modillon 1 - Modillon 2 - Modillon 3 - Modillon 4 - Modillon 5 |

| - Modillon 6 - Modillon 7 - Modillon 8 - Modillon 9 - Modillon 10 |

| - Modillon 11 - Modillon 12 - Modillon 13 - Modillon 14 - Modillon 15 |

| - Chapiteau 1 - Chapiteau 2 |

#### Les chapiteaux
Les cinq chapiteaux de la corniche sont assez érodés et de facture rustique, mais l'ensemble a le mérite d'avoir échappé à la restauration du XIXe siècle et d'exister encore.
- Chapiteau 1 La corbeille aplatie est à deux étages en épannelage pseudo-corinthien. À l'étage supérieur une paire de volutes et l'étage inférieur est divisé en quatre secteurs par trois fascicules ligaturés, dont un torsadé.
- Chapiteau 2 La corbeille est presque cylindrique. Aux angles sont appendus deux masques humains inexpressifs et aux traits sommairement taillés. Une pomme de pin est suspendue au dé central de la face principale. Les reliefs figurés qui décorent les faces latérales sont masqués par les modillons.

| - Chapiteau 3 - Chapiteau 4 - Chapiteau 5 |

- Chapiteau 3 Deux grandes feuilles d'eau, à nervure centrale, s'élevant aux angles de la corbeille.
- Chapiteau 4 La corbeille est décorée par des acanthes.
- Chapiteau 5 La corbeille est sculptée sur les trois faces. Chaque dé est supporté par la tête allongée d'un homme. Aux angles pendent deux reliefs ovoïdes, peut-être des pignes.

### L'intérieur
| - Maître-autel - Mosaïque du chœur |

La nef est formée de trois travées. À chaque travée, une grande arcade ogivale met en communication la nef avec les bas-côtés. Au-dessus de chaque arcade et de l'arc triomphal se trouve une peinture murale.
- Le maître-autel, œuvre de Bernard Jabouin, est orné d'une arcature dans laquelle on retrouve les figures polychromes du Christ entouré des quatre Évangélistes.
- Au sol, devant le maître-autel se trouve une mosaïque allégorique, l’œuvre de Joseph Villiet qui est également auteur des vitraux et des peintures murales de l'église.
- Les seuls vestiges de l'église romane à l'intérieur sont les chapiteaux et les socles des colonnes qui encadrent les cinq baies de l'abside. La décoration des chapiteaux est très simple : entrelacs et feuillage.

|  |

Les chapiteaux de l'arc triomphal
Alaux refit l'intérieur avec des chapiteaux à l'antique, assez réussis. Ces créations supportent l'arc triomphal. Ils s'inspirent ouvertement d’œuvres girondines : un Daniel dans la fosse aux lions est la copie d'un chapiteau de l'abbatiale Sainte-Croix de Bordeaux et une Tentation d'Adam et Eve de celui de l'église Saint-Siméon de Bouliac. Ils sont l’œuvre du sculpteur bordelais Cabanne.
|  |

|  |

Les peintures murales
Les peintures murales, exécutées de 1866 à 1868 par Joseph Villiet, peintre et verrier bordelais et par Ernest Paul Ricaud, artiste-peintre, sont inscrits à l'Inventaire générale du patrimoine culturels. Joseph Villiet a fait tous les dessins et la peinture des figures, la peinture des ornements était confiée à Ernest Paul Ricaud.
| - Présentation au temple - Nativité - Adoration des bergers |

| - La Vierge à l'Enfant |

| - Visitation - Mariage de la Vierge - Annonciation |

Les sept scènes racontent des évènements de la vie de Marie. Les figures y sont de grandeur naturelle et les scènes représentent :
- Présentation de Jésus au Temple : Joseph et Marie présentent Jésus au vieux Syméon.
- Nativité : la naissance à Bethléem de Jésus de Nazareth.
- Adoration des bergers est un épisode biblique concernant la vie de Jésus et se déroulant après l'Annonce aux bergers de sa naissance. Il ne doit pas être confondu avec le suivant appelé l'« Adoration des mages ».
- Vierge à l'Enfant : la peinture est autour l'arc triomphal. Au sommet la Vierge à l'Enfant en majesté, sur l'arc nord, le roi David jouant la harpe, suivi de deux anges. Sur l'arc sud, le prophète Isaïe tenant un livre, suivi de deux anges.
- Visitation de la Vierge Marie, enceinte du Christ, à sa cousine Elizabeth, enceinte de Jean le Baptiste.
- Mariage de la Vierge est un épisode de la vie de Marie et un thème de l'iconographie chrétienne. Il n'a jamais fait l'objet d'une commémoration liturgique spécifique.
- Annonciation faite à la Vierge Marie de sa maternité divine par l'archange Gabriel.

Les vitraux
Sept des huit vitraux qui s'y trouvent ont été réalisés entre 1860 et 1865 par le maître-verrier Joseph Villiet. Le huitième, représentant saint Georges terrassant le dragon, non-signé, mais datant de 1823 a été légèrement retouché par Villiet.
| - Martyre de saint Laurent - Martyre de sainte Catherine - Présentation au Temple - Les Rois Mages |

| - Saint Georges - La Samaritaine - Sainte Catherine - Baptême du Christ |

Les scènes qui sont représentées sont : Martyre de saint Laurent ; Martyre de sainte Catherine ; Présentation de Jésus au Temple ; Les Rois mages ; saint Georges terrassant le dragon ; Jésus et la Samaritaine ; Baptême du Christ.
Les vitraux du sanctuaire ont été posés durant la restauration de 1963-65. Ils sont l’œuvre du maitre verrier Raymond Mirande (1932-1997).
|  |

#### Le mobilier
| - Autel saint Vincent - Autel de la Vierge |

- L'autel Saint-Vincent qui s'élève à l'extrémité du collatéral nord. Cet autel à tabernacle du XVIIe siècle en bois peint est orné de quatre colonnes corinthiennes couvertes de dorures délimitant deux niches latérales abritant les statues du Christ tenant le Sacré Cœur et de Saint Joseph. Un tableau représentant Saint Vincent domine la partie centrale du retable.

Cette composition, d'inspiration baroque, a été offerte à la paroisse par le duc d'Épernon.
- Le collatéral sud, dédié à la Vierge, un retable et autel réalisés en 1871 par l'artiste bordelais Bernard Jabouin. Le retable comporte six panneaux de mosaïque glorifiant la Vierge et en bas, au centre, des figures dorées se détachant sur un fond sombre représentant des femmes bibliques : Ève, Ruth, Esther, Judith, entre autres.

| - Saint Jean-Baptiste - Sainte Catherine |

- Statues en albâtre

L'église abrite deux statues en albâtre d'origine anglaise. Situées dans des niches à l'entrée de l'édifice, elles représentent Sainte Catherine et Saint Jean-Baptiste et sont datées du XVe siècle. Elles sont toutes les deux classées, au titre d'objet aux Monuments Historiques, le 11 décembre 1974 et le 7 octobre 1993.
Ces statues appartiennent à une très importante production d'objets cultuels, fabriqués dans des ateliers de Londres, Nottingham et York à la fin du XVe siècle, qui ont été exportés sur tout le continent européen.
Dans la région bordelaise on trouve des statues semblables dans l'église de Saint Caprais, l'église Sainte-Eulalie de Lignan, de la basilique Saint-Seurin de Bordeaux et la cathédrale Saint-André de Bordeaux.
- Coffret aux huiles Saintes

Une châsse reliquaire du XIIIe siècle en cuivre doré et émail est conservée dans le trésor de l'église. Le coffret a été classé aux Monuments Historiques à titre d'objet le 4 juillet 1903.
|  |

|  |

|  |

La fabrication de ce reliquaire, qui a été transformé en coffret aux huiles Saintes à une date inconnue, remonte au XIIIe siècle. On ignore quand il est entré dans le patrimoine mobilier de l'église Saint-Vincent.
Ses dimensions sont modestes; (18 cm de haut et 16,5 cm de large), mais son décor de cuivre doré et émaillé est d'une réelle beauté. Traités dans le style des enluminures, des anges décorent les parties supérieures et inférieures de cet objet liturgique. Sur son couvercle, trois anges s'inscrivent dans un médaillon circulaire, reliés entre eux par un motif d'inspiration végétale. L'ange médian est réservé sur fond bleu turquoise tandis que ceux de droite et de gauche, de profil, sont sur fond rouge. Les couleurs ont gardé toute leur fraîcheur. Ce sujet principal est caché par une plaque en cuivre ajoutée postérieurement, portant la mention en lettres gothiques « Église de Floirac ». Les piètements reproduisent un décor d'appareillage de pierre, comme s'il s'agissait d'une maisonnette.
Par son style, ce coffret se rattache aux productions des ateliers de Limoges où s'était perfectionné de très longue date le savoir-faire des enlumineurs, imagiers et émailleurs, maîtres de cet art du feu complexe et délicat. L'atelier de cet art limousin fut marqué de façon décisive par une innovation introduite au XIIIe siècle : les orfèvres parvinrent à émailler les fonds en épargnant les figures gravées dans le cuivre comme c'est le cas ici. La richesse et la variété des minéraux extraits du vieux massif limousin firent merveille… La nouvelle technique permit une fabrication largement consacrée à des sujets religieux. La situation de Limoges sur l'un des grands itinéraires du pèlerinage à Saint-Jacques de Compostelle favorisa la diffusion des œuvres produites qu'on retrouve en de nombreux lieux de culte.
|  |

- Un crucifix, datant du début du XVIe siècle a été classé[9] au titre d'objet aux Monuments Historiques le 29 mars 1971.
- L'orgue, œuvre du facteur Georges Wenner, date de 1865. Malheureusement, à la suite d'une série de « bricolages et de remaniements inexplicables », l'orgue est irrémédiablement muet.
- Fonts baptismaux.

- Vêtements liturgiques

L'église abrite également un grand nombre de vêtements liturgiques, datant de la fin du XIXe siècle. Ils sont conservés et restaurés par les soins des membres de l'association A.S.V.P.F.
|  |

|  |

- Une chaire, provenant de l'ancienne église Saint-Projet de Bordeaux lors de sa démolition partielle, est venue enrichir l'église Saint-Vincent au début du XIXe siècle. Une inscription, placée sous la cuve de pierre hexagonale, indique clairement son origine et on peut la dater grâce à des documents, conservés aux Archives Départementales de la Gironde, précisant que le sculpteur Andron obtint la somme de quatre-vingt-dix livres le 20 avril 1701 d'un certain Monsieur Dallon pour « l'esculpture » de la « chère » du prédicateur de Saint-Projet. Le 8 juin de la même année, Pierre Berquin reçut la somme de soixante-cinq livres pour le dais (abat-voix) (aujourd'hui disparu).

La chaire était installée dans la nef, mais, lors de la restauration en 1967, la vieille chaire fut démontée et ses divers éléments dispersés pour une part dans le petit jardin de curé derrière l'abside romane et d’autre part dans des locaux du cimetière. Certains éléments furent même employés comme décorations tombales. En 2010, à l’occasion des journées du patrimoine, l’association A.S.V.P.F. a retrouvé et réuni tous les éléments de la chaire et a reconstruit une partie de cette dernière pour l’exposer aux visiteurs. Elle est toujours visible, protégée derrière les grilles des anciens fonts baptismaux.

## Les curés de Saint-Vincent
La liste ci-dessous a été établie par l’Association Sauvegarde et Valorisation du Patrimoine Floiracais (A.S.V.P.F.) d’après les archives de l’archevêché de Bordeaux.

## Aux environs de l'église
| - Presbytère |

Dans les environs de l'église on trouve : le presbytère et quatre croix de chemin.
- Le presbytère actuel a été construit au XIXe siècle selon les plans de Gustave Alaux lors de la restauration de l'église. Malheureusement le presbytère a subi un incendie dans les années 1940 et une partie a été détruite avec la perte des documents historiques de la paroisse.
- Une première croix de chemin se trouve dans le cimetière actuel. Elle n'est pas la « croix du cimetière », mais une croix de chemin, car d'anciennes cartes de Floirac montrent qu'au XVIIe siècle le lieu de l'implantation était effectivement un carrefour de chemins.
- À quelques centaines de mètres de l'église, la deuxième croix se trouve à l'intersection du chemin de Castes et de l'avenue Jean Lassauguette. Elle date du XVe siècle.
- La troisième croix se trouve à l'intersection du chemin de Tirecul et de l'avenue Pierre Sémirot. Elle date du XVe siècle.
- La quatrième croix se trouve au hameau de Belle-Croix. Elle porte la date 1617 sur son socle et sur une face de la croix un Christ crucifié, sur l'autre face un dessin d'une coquille Saint-Jacques.

| - Croix de chemin no 1 - Croix de chemin no 2 - Croix de chemin no 3 |

| - Belle-croix - Coquille St Jacques - Crucifix |